# Anděl Páně 2
Anděl Páně 2 (slovensky Anjel Pána 2) je česko-slovenská filmová pohádková komedie režiséra Jiřího Stracha, s kinopremiérou 1. prosince 2016; jedná se o volné pokračování pohádky Anděl Páně z roku 2005. K titulkům nazpívali píseň Karel Gott a jeho dcera Charlotte Ella Gottová.
Dne 30. července 2015 bylo oznámeno, že se připravuje pokračování „nebeské pohádky“ Anděl Páně, jehož premiéra byla naplánována na 17. listopad 2016. Dne 22. prosince 2015 začalo natáčení a den nato bylo upřesněno, že pohádka půjde do kin 1. prosince 2016. Film byl natáčen na hradě Ledeč nad Sázavou a v Českém Krumlově.
Anděl Páně 2 se stal nejvíce navštíveným českým snímkem v úvodním víkendu; do kina na něj přišlo přes 199 tisíc diváků; v adventu 2017 byl opět nasazen do kin. Při televizní premiéře na Štědrý večer 2017 na stanici ČT1 se s více než třemi miliony diváků stal nejsledovanější štědrovečerní pohádkou za posledních 15 let.

## Obsazení

### Nebeské postavy

#### Postavy společné oběma dílům
| Ivan Trojan                            | anděl Petronel    |
| Jiří Dvořák                            | čert Uriáš        |
| Jiří Bartoška                          | Pán Bůh           |
| Klára Issová                           | Panna Maria       |
| Viktor Antonio (v 1. díle Jakub Konáš) | Ježíšek           |
| Veronika Žilková                       | svatá Veronika    |
| Jiří Pecha                             | svatý Mikuláš     |
| Gabriela Osvaldová                     | archanděl Gabriel |
| dětský sbor Boni Pueri                 | andílci           |

#### Ostatní nebeské postavy
| Josef Abrhám           | svatý Josef                     |
| Matěj Hádek            | svatý Matěj                     |
| Lucie Bílá             | svatá Lucie                     |
| Martin Huba            | svatý Martin                    |
| Petr Čtvrtníček        | svatý Petr                      |
| Karel Smyczek          | svatý Medard                    |
| Michal Horáček         | archanděl Michael               |
| Valentýna Dvořáková    | andílek                         |
| Ester Singerová        | andílek                         |
| Rosalie Bártová        | andílek                         |
| Hugo Kollár            | andílek                         |
| Patrik Bartoš          | andílek                         |
| Dominika Čapková       | andílek                         |
| Elisabeth Vodička      | andílek                         |
| Charlotte Ella Gottová | andílek                         |
| Nelly Sofie Gottová    | andílek                         |
| Jiřina Bohdalová       | duše Voříšková rozená Bodláková |
| Roman Luknár           | duše Herodes                    |

### Pozemské postavy
| Vica Kerekes              | vdova Magdalena           |
| Anna Čtvrtníčková         | Anežka                    |
| Bolek Polívka             | mistr krejčí Alois Košťál |
| Vojtěch Dyk               | párkař                    |
| Stanislav Majer           | falešný Mikuláš           |
| Pavel Liška               | falešný čert              |
| Marek Taclík              | falešný anděl             |
| Marián Labuda             | cukrář                    |
| Viktor Preiss             | soudce                    |
| Zdeněk Dušek              | ponocný                   |
| Juraj Šimko               | četník                    |
| Jiří F. Burda             | četník                    |
| Tomáš Stopa               | četník                    |
| Aleš Hajdalák             | četník                    |
| Karel Freund              | písař                     |
| Zdeňka Sajfertová         | pekařka                   |
| Lenka Barlíková Spišáková | matka od mandlu           |
| Zdeněk Velen              | kovář                     |
| Renata Rychlá             | kovářka                   |
| František Polívka         | kluk kovářů               |
| Anna Randárová            | přijatá švadlena          |
| Judita Hansmann           | vyhozená švadlena         |
| Barbora Palčíková         | stará švadlena            |
| Matyáš Svoboda            | Vašík                     |
| Milan Němec               | Pepík                     |
| Růžena Merunková          | babka na tržišti          |
| Josef Pecl                | otec                      |
| Josef Wiesner             | zelinář                   |
| Jan Zachar                | sedlák                    |
| Matěj Bendík              | pastýř                    |
| Lukáš Bendík              | pastýř                    |

## Recenze
- Mirka Spáčilová, iDNES.cz  85 %[7]
- Petr Cífka, MovieZone.cz  7/10[8]
- František Fuka, FFFilm  60 %[9]

Spáčilová později ozřejmovala, že silná obliba pohádky tkví v zábavně rodinném pojetí nebes i ve šťastné souhře tandemu Ivana Trojana a Jiřího Dvořáka a v neposlední řadě ve svátečním doteku Ježíškových narozenin.

## Zajímavost
DVD s Andělem Páně 2, jehož chystané vypuštění nastalo 5. dubna 2017, požehnal pražský arcibiskup Dominik Duka; stalo se tak 27. března 2017 za přítomnosti režiséra Stracha a herců Trojana, Dvořáka, Kerekes a Čtvrtníčka. Prelát se vyjádřil takto:
Viděl jsem už první díl. Režiséra Stracha znám a vím, že se mu podařilo touto cestou oslovit ty nejmenší i jejich rodiče. Tento film je důležitý proto, že abychom se dokázali dívat na věci důležité pro život ne s pocitem jakéhosi staromilství, ale s pocitem, který je vlastní bibli. Protože v ní Bůh vystupuje v rolích a připomíná nám člověka.